# Hunos

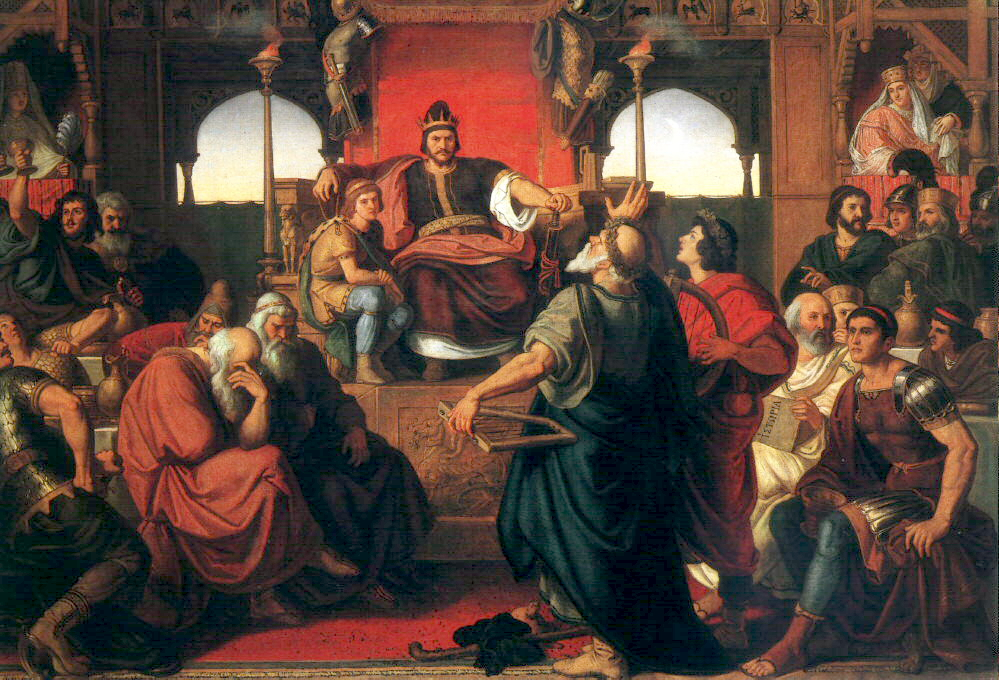
La fiesta de Atila, cuadro del pintor húngaro Mór Than. Se basa en el fragmento de Prisco, al que representa de blanco en la parte derecha, sosteniendo su libro de historia.

Los hunos (latín vulgar: huni; también como chuni; griego medieval: Oúnnoi / Οὕννοι) fueron una confederación de pueblos nómadas y seminómadas, formada a partir de varios grupos étnicos procedentes del área esteparia del Asia Central, junto con grupos conquistados o asimilados en el área balcánica. La importancia de los hunos estuvo en la creación tardía de un auténtico aparato de poder, capaz de rivalizar, en atribuciones e influencias, con las dos mitades producto de la división del Imperio romano, amenazando al mismo tiempo tanto a Constantinopla como a Roma. A ello puede sumarse la reiteración de diferentes estudiosos, desde el siglo XVIII hasta la actualidad, encabezados por Edward Gibbon, que a partir de los primeros testimonios de las fuentes clásicas desde Amiano Marcelino, consideraron a los hunos como el verdadero punto desde el cual se habría producido el llamado período de las grandes migraciones, que precipitó de forma paulatina el colapso y caída final del Imperio Romano de Occidente en el 476, al mismo tiempo que el propio Imperio Romano de Oriente mantenía una difícil situación en todos sus dominios europeos, llegando a perder su autoridad en partes significativas de estos, especialmente en la zona de Tracia, donde se concentraba gran parte de los ostrogodos hasta su marcha a Italia a finales del siglo V. 
Paralelamente a esta noción tradicional sobre el papel histórico de los hunos, se debe hacer necesariamente una división sociopolítica en torno a su propia evolución, advertida a través de las fuentes documentales desde el propio Amiano Marcelino: así, un estatus inicial de los hunos, pasa por ser una horda pujante, expansiva y amenazante hacia sus vecinos situados en las estepas occidentales o pónticas, erigiéndose en este estatus original, como una confederación nómada al uso, distinguiéndose una figura jerárquica o líder de la misma, acompañado de una red clientelar, adláteres y ciertos estratos superiores. Una segunda etapa la constituye su reubicación y asentamiento a lo largo de las estepas, proyectando núcleos de estacionamiento temporal, e incluso observándose ya un monarca, comparable a la imagen posterior del reiks (rex) de la zona de Germania, lo que evidencia una perennidad, apareciendo un cargo sucesorio que se heredaba, semejante al funcionamiento de los dominios de los señores o a los estados. Esta distinción es sumamente importante, de cara a tener en cuenta los cambios notorios que los hunos experimentaron desde su aparición en el escenario europeo a finales del siglo IV y su repliegue generalizado hacia las estepas y la pérdida de su poder, ya a mitad del siglo V, en tan solo unas décadas.

## Controversia sobre su origen
Durante la Antigüedad, el teólogo Jerónimo asoció a los hunos con los antiguos escitas. Esta identificación, junto con un temor general a la llegada del Anticristo a fines del siglo IV, dio lugar a su identificación con Gog y Magog. Esta demonización de los hunos se refleja también en la obra Getica de Jordanes, escrita en el siglo VI, el cual les retrata como un pueblo diabólico que desciende de demonios y brujas.
Actualmente el origen de los hunos sigue siendo un tema controvertido para los historiadores. A partir de Joseph de Guignes en el siglo XVIII los historiadores han asociado a los hunos que aparecieron en Europa en el siglo IV con el pueblo xiongnu, que se menciona en los registros históricos chinos de la dinastía Han, el cual había formado una importante entidad política en las estepas de la actual Mongolia.
Hacia la segunda mitad del siglo XX otros autores comenzaron a expresar su escepticismo hacia este enfoque tradicional, basándose principalmente en el estudio de las fuentes arqueológicas y paleoantropológicas. Para algunos autores, como Otto Maenchen-Helfen, la relación hunos-xiongnu carece de sustento debido, en parte, a la distancia cronológica entre ambos pueblos. Se sugiere que, de haber existido conexiones entre los hunos y los xiongnu, es probable que solo hayan sido afinidades culturales en lugar de una continuidad étnica. Basándose en los hallazgos de tumbas hunas y xiongnu, Maenchen-Helfen concluyó que no existía correspondencia entre los restos humanos de ambos pueblos. Otro punto a mencionar es la práctica de la deformación craneal practicada por los hunos europeos e iraníes que no ha sido atestiguada en los xiongnu. Si bien Maenchen-Helfen realiza una importante crítica a la postura tradicional, su análisis no responde concretamente a la cuestión del origen de los hunos, aunque sí aclara que estos no hablaban una lengua irania, sino una túrquica.
Más recientemente algunos historiadores han revalorado la similitud de los etnónimos presentes en antiguas lenguas. Las dos fuentes principales son una carta enviada por un comerciante sogdiano datada del año 313, en la cual relata la invasión del norte de China por el pueblo Xwn en el año 311, y la referencia en la traducción de antiguos sutras budistas por un monje bactriano de la ciudad de Dunhuang, el cual aplicó la palabra Huna para referirse a los xiongnu. Étienne de la Vaissière argumenta que ambos documentos demuestran que Huna o Xwn fueron las transcripciones exactas del nombre de los xiongnu. Christopher Atwood apoya esta postura y plantea que el sánscrito Huna es una transcripción de la palabra Xona, la cual fue escrita en chino antiguo durante la dinastía Han. También argumenta que esta referencia fue transmitida por comerciantes griegos bactrianos a Europa, donde se convirtió en Ounnoi y Hunni en griego y latín, respectivamente. Otra referencia se encuentra en el libro Wei Shu del Estado Wei del norte, el cual contiene referencias de los restos de los xiongnu que vivieron en las estribaciones de Altái. Para De la Vaissière, la fuente china demuestra que estos xiongnu de Altái (de los cuales se originaron los hunos iranios y europeos) conservaron su identidad siglos después de su expulsión de las estepas mongolas, argumentando así que el vínculo que une a los hunos con los xiongnu es de carácter político y no étnico. De hecho, los hunos europeos, al igual que los kidaritas y heftalitas, se describen mejor en términos políticos que en términos étnicos y lingüísticos.
Otra prueba del vínculo entre hunos y xiongnu es, desde el punto de vista arqueológico, la gran cantidad de calderos encontrados desde la llanura panónica hasta el desierto de Ordos. Estos presentan una clara evolución cultural (de formas simples a formas más complejas) que evidencia que los calderos hunos se originaron de los calderos xiongnu.

## Historia

### Asia oriental y central
Según las crónicas de la antigua China, los xiongnu eran un pueblo nómada de ganaderos y guerreros, que vivía en las estepas orientales al norte de la Gran muralla. La dinastía Qin pudo rechazar sus ataques de forma más o menos eficaz, pero tras la caída de esta, los xiongnu lograron superar la Gran Muralla e iniciar una serie de incursiones en territorio chino. Los xiongnu también combatieron contra otros pueblos nómadas, y durante el mandato del chanyu Modun (209-174 a. C.) derrotaron a las tribus de los donghu, dingling y hunyu, unificando por primera vez las estepas mongolas. Su hijo y sucesor, Laoshang, expandió el control xiongnu hacia la cuenca del Tarim, en donde derrotó al pueblo de los yuezhi, forzándolos a migrar a las regiones de Bactriana y Gandara, donde estos formarían el Imperio kushán. El emperador Wen de la dinastía Han quiso alejar el peligro pagándoles tributos (preferentemente seda y cereales), algo que con el tiempo sería una constante en la relación de los xiongnu con otros pueblos hasta varios siglos después. Los bienes que la corte xiongnu recibía cada año eran tan abundantes que los intercambiaban con notables beneficios a los comerciantes de occidente que llegaban por la Ruta de la seda. También hubo matrimonios de conveniencia entre princesas chinas y miembros de la aristocracia xiongnu con el fin de sellar la paz.

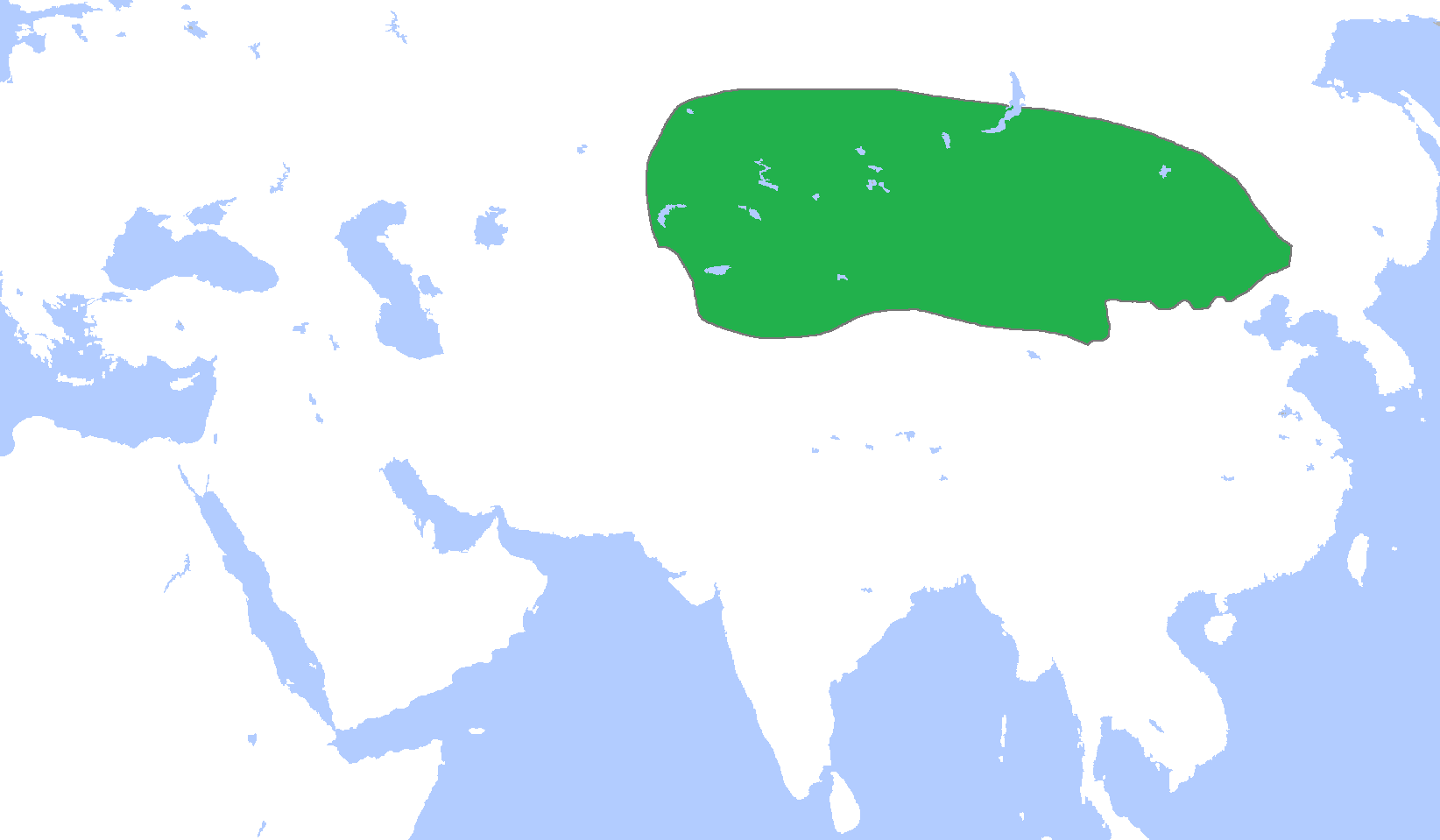
Mapa aproximado del área de extensión de las hordas xiongnu

Esta relación se quebró cuando el emperador Wu dejó de pagarles tributos y, anticipándose a la esperada reacción de los xiongnu, envió varias expediciones a las estepas a partir de 133 a. C., aunque solo una tuvo éxito: la que en el año 127 a. C. consiguió expulsar a los xiongnu del curso superior del río Amarillo. Las expediciones posteriores mantuvieron entretenidos a los nómadas combatiendo en su propio territorio de forma constante, lo que les debilitó. En el año 121 a. C. fueron derrotados en el corredor de Gansu por el general chino Huo Qubing y perdieron el control de las ciudades-oasis de la cuenca del Tarim. Los chinos pusieron la zona bajo su mando y entraron en contacto por primera vez con los persas helenizados de Ferganá, que introdujeron la alfalfa y el caballo árabe en China.
Los debilitados xiongnu se escindieron en dos ramas hacia el año 48. Una de ellas, los xiongnu del sur, se ubicó en la región de Ordos como aliados de los Han. Ambas partes entraron en conflicto; y en el año 89 las ramas tribales septentrionales fueron derrotadas por las del sur, las cuales contaban con asistencia del ejército Han. Los xiongnu del norte fueron forzados a migrar hacia el oeste, a la región de Altái, perdiendo su posición en las estepas mongolas las cuales pasaron a manos de las tribus xianbei hacia la mitad del siglo II. Por su parte, los xiongnu del sur debieron afrontar tensiones por su estilo de vida nómada con la población china local. Esto no impidió que Cao Cao les utilizara como caballería en su ejército en las guerras sucedidas luego de la caída de la dinastía Han. Cabe mencionar que la aristocracia de los xiongnu del sur cambió su apellido a Liu por razones de prestigio, afirmando que estaban relacionados con la familia imperial Han a través de la vieja política de matrimonios mixtos.
Luego del establecimiento de la dinastía Jin en el año 265, China se mantuvo unida durante un breve período hasta que el norte fue invadido por pueblos bárbaros, entre los que se encontraban remanentes de los xiongnu del sur, los cuales ya habían sido bastante influenciados por la cultura china. Liu Yuan, un descendiente del último caudillo xiongnu reinante, aglutinó a sus seguidores y comenzó a expandir su autoridad, reivindicando además su supuesto linaje y conexión con la dinastía Han, tal y como demostró con la titulatura para la dinastía que estableció en 304: Han. En el 311 los xiongnu conquistaron Luoyang, punto final de la Ruta de la Seda, y también ocuparon Chang’an, la cual usaron como capital por varios años. Esta dinastía gobernó en el norte de China hasta que finalmente sucumbió en las guerras previas a la formación de la dinastía Wei del norte.
El período de aproximadamente de un par de siglos, a partir de la migración al oeste de los xiongnu del norte, está caracterizado por una relativa oscuridad en las fuentes. El libro de la historia del estado Wei del norte confirma la existencia de un estado xiongnu hacia el suroeste de las montañas de Altái. Esta vaga referencia en las fuentes chinas hace suponer que los xiongnu no desplegaron una actividad política y militar de importancia, como sí habían hecho antaño, lo cual puede estar relacionado con la cercanía en el este de los xianbei, los cuales les habían derrotado y seguramente subyugado durante el siglo II. Esta situación geopolítica desfavorable habría cambiado hacia la mitad del siglo III, cuando, hacia el este, los xianbei se fragmentaron en facciones enfrentadas entre sí y, hacia el suroeste, el Imperio kushán empezó su declive. Esto habría permitido a los xiongnu recuperarse poco a poco y abandonar las estribaciones de Altái en varias oleadas entre los años 350 y 360: algunas se dirigieron hacia el río Yaxartes, en donde entraron en contacto con las culturas iranias de la zona, especialmente con los comerciantes sogdianos y bactrianos, y otras se dirigieron hacia el río Volga, entrando en la estepa póntica.

### Persia e India
Alrededor del año 350 las fuentes persas y romanas mencionan la invasión de las fronteras orientales del Imperio sasánida a manos de los xionitas o chionitas, los cuales saquearon varias ciudades. El historiador Amiano Marcelino define explícitamente a estos chionitas como hunos. El término persa para referirse a estos invasores, Xyon, proviene del avéstico Xyaona, designación que aparece en los textos sagrados zoroastrianos como los enemigos del profeta Zoroastro. Este ataque tomó por sorpresa al emperador persa Sapor II, que entonces se encontraba sitiando la fortaleza romana de Nísibis en Mesopotamia. Este partió rápidamente a Sogdiana con su ejército para hacer frente a los chionitas durante una guerra que duró varios años, hasta finalmente derrotarlos, estableciendo luego una alianza con el rey chionita Grumbates. Cuando Sapor volvió a atacar a los romanos en el año 360, le acompañaban varios chionitas en su ejército. Amiano Marcelino narra que durante el sitio de Amida, el único hijo de Grumbates cayó en la batalla y fue posteriormente quemado en una enorme pira funeraria, algo inaceptable para los persas, los cuales rechazaban esta práctica debido a que su religión, el zoroastrismo, la prohibía. Hasta el reinado de Sapor II los chionitas se mantuvieron como aliados de los persas, se fueron iranizando paulatinamente (desde el punto de vista cultural y lingüístico) y se establecieron en las provincias nororientales del Imperio persa. Posteriormente conformaron dinastías independientes y acuñaron moneda.
Entre los años 420 y 440 los kidaritas fueron la primera dinastía chionita en regir de manera independiente y apropiarse de las regiones de Sogdiana, Bactriana y Gandara. Estos incorporaron en su gobierno elementos de la antigua dinastía kushán, reclamando ser los herederos políticos de estos. Posteriormente incursionaron en el Punyab, donde entraron en conflicto con el Imperio gupta de la India al cual infligieron importantes derrotas, propiciando su declive. También derrotaron a los sasánidas, los cuales debieron colmar sus demandas con tributos. Los kidaritas finalmente declinaron ante el ataque desde el norte de los heftalitas, otra de las ramas de los chionitas, los cuales se aliaron con los sasánidas de Peroz I y destruyeron su capital, Balaam, en el 467.
Los heftalitas apoyaron a Peroz contra su hermano y usurpador en el trono, Hormizd III. Cuando Hormizd fue derrocado, Peroz decidió volver a poner las provincias orientales bajo control persa, atacando a sus antiguos aliados, pero fue derrotado y hecho prisionero por el rey heftalita Kushnavaz, siendo liberado más tarde tras dejar a su hijo Kavad como rehén. Cuando Peroz volvió a atacar, fue nuevamente vencido y muerto en la batalla de Herat. Kavad I accedió al trono, pero las hostilidades con los heftalitas continuaron durante décadas. Aun así, el mismo Kavad I pudo recuperar el trono persa con el apoyo de estos cuando fue usurpado brevemente por su hermano Djamasp en 498. Hacia el año 509 los heftalitas se habían adueñado completamente del antiguo territorio kidarita, desde el río Indo hasta la cuenca del Tarim. Al este del Indo, el rey Toramana incursionó hasta la región de Madhya Pradesh y su sucesor Mihirakula estableció su capital en Sagala. Finalmente, el emperador sasánida Cosroes I concretó una alianza con los göktürk y juntos consiguieron derrotar en el año 557 a los heftalitas en la batalla de Bujará. Su reino fue dividido en dos a lo largo del río Oxus, siendo la parte norte para los turcos y la sur para los persas.

### Europa
El origen de los hunos europeos podría encontrarse en las tribus xiongnu de Altái que se dirigieron hacia el oeste, a las llanuras al norte del mar Caspio. Hacia la segunda mitad del siglo IV las fuentes romanas mencionan que los hunos, bajo el mandato del rey Balamber, atacaron las tierras de los sármatas alanos, que en esos momentos se extendía entre los ríos Volga y Don, sometiendo a este pueblo. Posteriormente avanzaron hacia la cuenca del Dniéper, donde vencieron a los ostrogodos en 375, provocando que una parte de estos se refugiara con sus vecinos visigodos y otra mayoritaria fuera forzada a servir en el ejército huno. Por último, los hunos cruzaron el Dniéster en el 376 y derrotaron también a los visigodos, que solicitaron asilo al Imperio romano de Oriente. Las tierras en poder de los hunos se extendían ya desde el mar Caspio al Danubio. Otros pueblos germánicos, como los gépidos, hérulos y esciros, también fueron sometidos, al igual que poblaciones protoeslavas. 

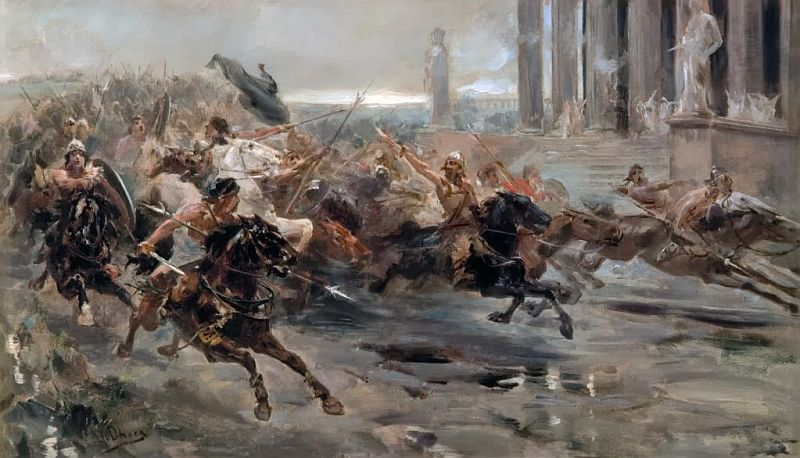
Cuadro de Ulpiano Checa. La invasión de los bárbaros o La entrada de los hunos en Roma (1887)

En el año 395 empezaron a circular rumores alarmantes en la frontera romana. Un oficial del ejército imperial, destinado en Tracia, contó la aterradora aparición a orillas del Danubio de unos hombres que describió así:

Pequeños y toscos, imberbes como eunucos, con unas caras horribles en las que apenas pueden reconocerse los rasgos humanos. Diríase que más que hombres son bestias que caminan sobre dos patas. Llevan una casaca de tela forrada con piel de gato salvaje y pieles de cabra alrededor de las piernas. Y parecen pegados a sus caballos. Sobre ellos comen, beben, duermen reclinados en las crines, tratan sus asuntos y emprenden sus deliberaciones. Y hasta cocinan en esa posición, porque en vez de cocer la carne con que se alimentan, se limitan a entibiarla manteniéndola entre la grupa del caballo y sus propios muslos. No cultivan el campo ni conocen la caza. Descabalgan solo para ir al encuentro de sus mujeres y de sus niños, que siguen en carros su errabunda existencia de devastadores.

Las fuentes mencionan a varios reyes hunos, como Uldin, Charaton y Octar, los cuales mantuvieron un liderazgo parcial sobre los hunos. Aun así, la presión ejercida por los hunos hizo que vándalos, suevos, alanos y burgundios cruzaran el Rin en el año 406 devastando la Galia y asentándose finalmente en Hispania (a excepción de los burgundios que se quedaron en el valle del Ródano). Por su parte, los visigodos bajo el mando de su rey Alarico saquearon Roma en el 410 y luego se asentaron en Aquitania. Aprovechando el caos desatado por estos pueblos, el rey huno Rugila cruzó el río Danubio en el 422 y atacó a los romanos con tal fuerza que el emperador de Oriente Teodosio II tuvo que pactar con él la entrega de 350 libras de oro anuales para lograr la paz. En 434 murió Rugila, dejando el trono de forma conjunta a sus sobrinos Bleda y Atila, hijos de su hermano Mundzuk. Estos mantuvieron la paz con los romanos a cambio de que duplicaran el tributo.
En el año 439 acusaron a los romanos de haber roto el acuerdo de paz luego de que el obispo de la ciudad de Margus cruzara el Danubio y profanara las tumbas reales hunas que había en la orilla norte. Atila y Bleda saquearon varias ciudades romanas, entre ellas Margus, Viminacium, Singidunum, Naiso, Serdica y Filipópolis. Derrotaron a los romanos en todas las batallas y cercaron Constantinopla, la cual no pudo ser conquistada gracias a sus poderosas murallas. Luego pusieron rumbo a Galípolis, donde derrotaron a las tropas imperiales que se encontraban refugiadas allí. Tras la derrota, Teodosio acordó una nueva paz, mucho más onerosa que la anterior, en la cual accedió a pagar 6.000 libras de oro como castigo por no haber cumplido el tratado de paz anterior, y un tributo anual triplicado que ascendió a 2100 libras anuales. Tras estas victorias, Bleda y Atila se retiraron a sus dominios al norte del Danubio. 

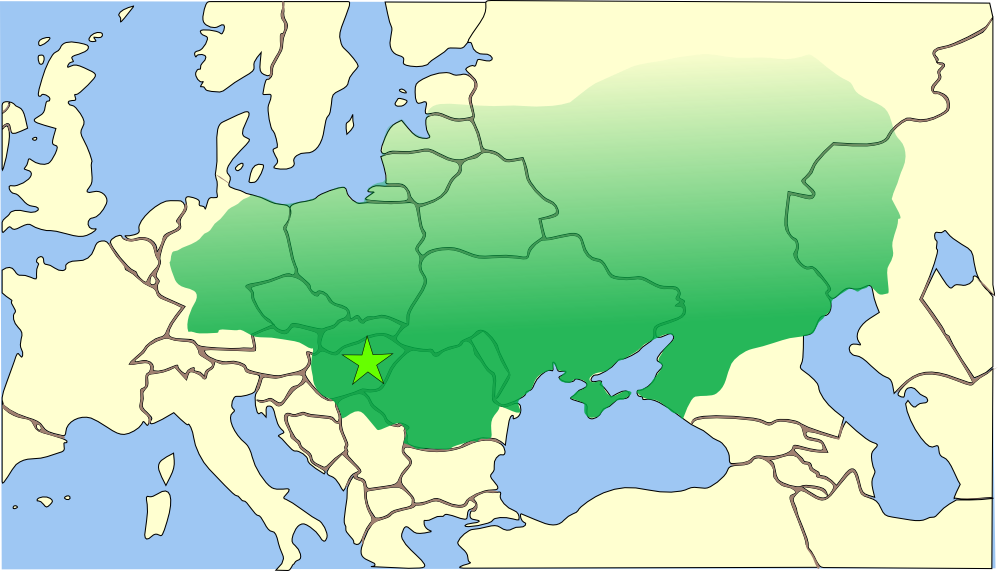
Zonas controladas por los hunos de Atila.

Atila se coronó rey único después de que muriera su hermano durante una cacería en el año 445, probablemente asesinado por él mismo. Atacó de nuevo a los romanos en 447, obteniendo una victoria en campo abierto en la batalla del Utus, pero con un alto costo en hombres. Seguidamente devastó Grecia hasta el paso de las Termópilas y en los años siguientes se mantuvo una especie de hostilidad latente entre Atila y Teodosio II, como narra Prisco (fragmentos de su Historia), el cual le visitó junto a varios embajadores romanos en el año 449. Se concluyó una nueva paz, por la cual los romanos habían de evacuar una ancha franja surdanubiana y entregar grandes tributos, cuya cuantía no precisan las fuentes.

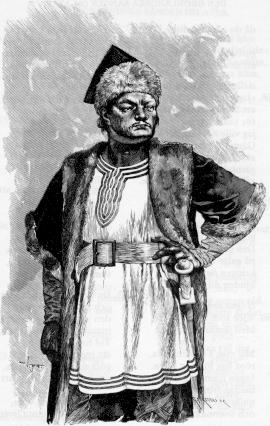
Atila. De una ilustración para la Edda Poética

Posteriormente Atila se propuso atacar a los visigodos del reino de Tolosa, que no se mantenían contenciosos con Valentiniano III ni con el general Flavio Aecio, con quienes Atila estaba en buenas relaciones hasta ese momento. Sin embargo, en el año 450 Honoria, la hermana del emperador, le envió a Atila una petición de ayuda a fin de que la librase de contraer matrimonio con un excónsul. Como prueba de su identidad, Honoria envió su anillo, situación que Atila aprovechó para reclamarla como esposa y pedir la mitad del imperio como dote. Ante esta circunstancia, Aecio y el rey visigodo Teodorico I pactaron una actuación conjunta a fin de detener a los hunos, los cuales entraron en la Galia en el año 451. Atila conquistó Divodurum y luego intentó ocupar Aurelianum pero fue impedido debido a la llegada del ejército romano-visigodo. Los dos ejércitos se enfrentaron en la batalla de los Campos Cataláunicos, cuyo resultado se considera una victoria estratégica para la alianza visigodo-romana. Desde el punto de vista de Aecio, el mejor resultado fue lo que ocurrió: Teodorico murió, lo cual generó una crisis sucesoria en la aristocracia visigoda, y Atila se retiró con su ejército al este del río Rin.
En 452 Atila pidió nuevamente su matrimonio con Honoria. Invadió Italia y saqueó las ciudades de Aquilea, Patavium, Verona, Brixia, Bergomo y Mediolanum, sin que Aecio pudiera detenerlo. Los hunos lograron avanzar hasta la misma Roma. Sin embargo, muchos guerreros habían muerto, no por la acción del enemigo, sino por la hambruna y la peste que en ese momento asolaban Italia. Frente a las puertas de Roma, el papa León I se entrevistó con Atila, y se dice que le suplicó que no saqueara la ciudad santa. Finalmente, y contra todos los pronósticos, Atila se retiró tras la entrevista con el papa y abandonó el Imperio de Occidente. El nuevo emperador de Oriente, Marciano, interrumpió el pago de tributos pactado por Teodosio II; y Atila se preparaba para atacarle, cuando murió durante su noche de bodas, en el año 453.
A la muerte de Atila le sucedió su hijo Elak, que hubo de hacer frente a la sublevación de sus hermanos Dengizik y Ernak. Poco después, varios pueblos sometidos, como los gépidos, ostrogodos, hérulos y otros, se rebelaron al mando de Ardarico, caudillo de los gépidos. Los hunos fueron derrotados en la batalla de Nedao en el 454, lo cual significó el fin de los hunos como potencia en Europa. Algunos hunos fueron aniquilados en la llanura panónica, que fue ocupada por los gépidos, muchos otros se retiraron al este de los Cárpatos.

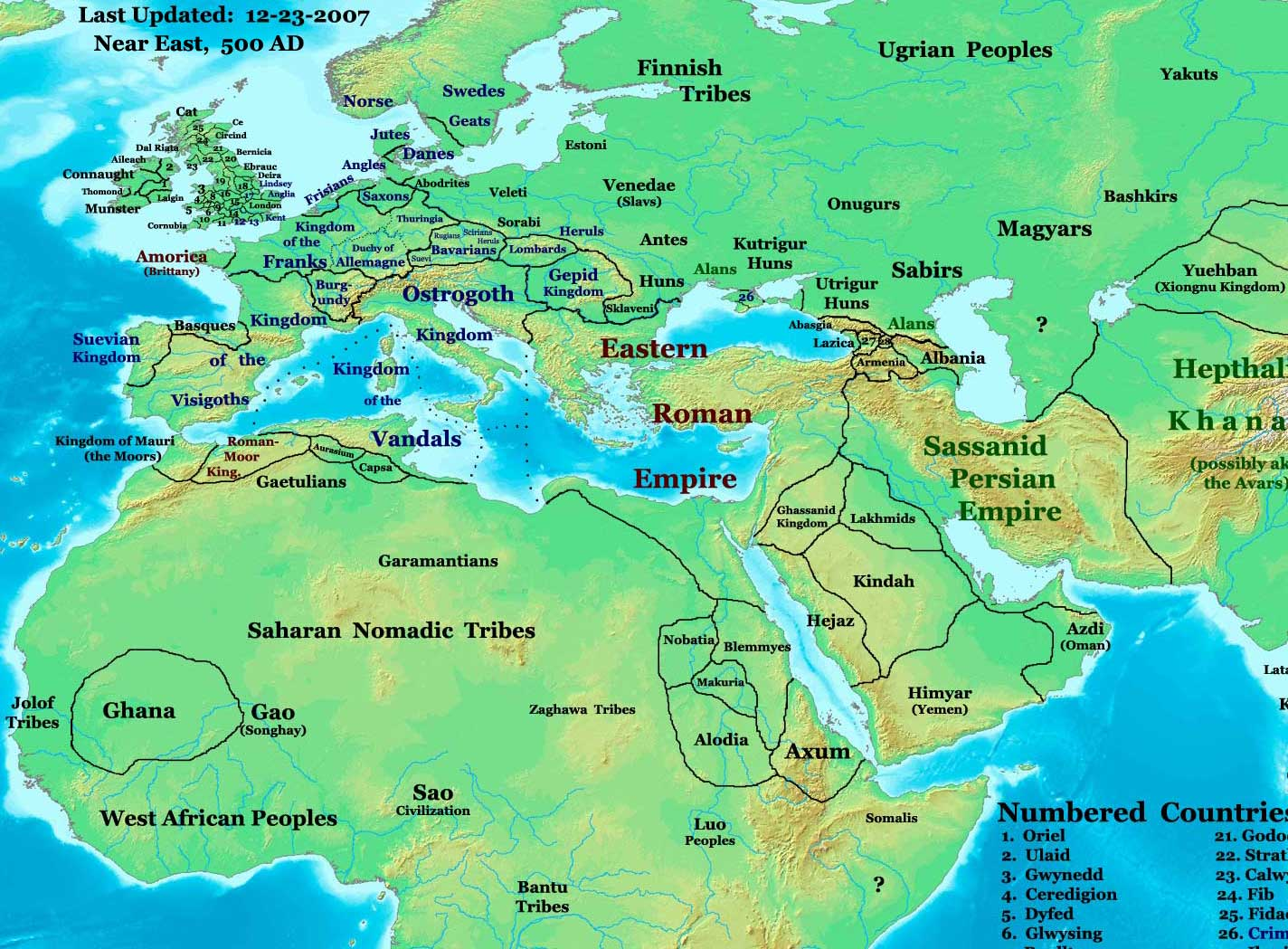
Tribus sucesoras de los hunos hacia el año 500

Muerto Elak, los hunos se volvieron a dividir entre sus hermanos Dengizik y Ernak, el primero al mando de los hunos occidentales y el segundo de los orientales. Luego de la derrota sufrida en el 454, ambos hermanos atacaron a los ostrogodos, los cuales se habían independizado de sus señores hunos, pero fueron derrotados por Valamiro. Posteriormente, alrededor del 465, Dengizik y Ernak enviaron embajadores a Constantinopla solicitando establecer un mercado para el intercambio de provisiones. Esta solicitud fue rechazada por las autoridades romanas, lo cual llevó a Dengizik a atacar a los romanos sin la ayuda de su hermano Ernak, pero fue derrotado y asesinado en 469. Los remanentes de los hunos quedaron bajo el mando de Ernak y afrontaron finalmente a las nuevas poblaciones oghúricas que llegaban desde el este, los saraguros y los onoguros, los cuales, según Prisco, eran presionados a su vez desde el este por los sabiros. Según Procopio de Cesarea, luego de la muerte de Ernak, el reconfigurado Estado huno se dividió nuevamente entre sus dos hijos, formando dos hordas distintas aunque relacionadas entre sí: los cutriguros al oeste y los utiguros al este. Contingentes de estas poblaciones sirvieron como mercenarios del ejército bizantino durante el siglo VI.
En el año 558 los kutriguros, dirigidos por el caudillo Zabergán, cruzaron el Danubio y saquearon territorio bizantino, llegando muy cerca de la capital, Constantinopla. Al año siguiente fueron derrotados por el general Flavio Belisario en la batalla de Melantias. A fin de evitar nuevas incursiones, el emperador Justiniano I incitó, en primera instancia, el enfrentamiento entre kutriguros y utiguros, sobornando a estos últimos. Luego encargó a los ávaros provenientes del este someter a estas tribus a cambio de oro. De esta manera, las últimas ramas tribales consideradas hunas fueron subyugadas por los ávaros los cuales se posicionaron como la nueva potencia nómada desde la llanura panónica hasta la estepa póntica.
Según algunos autores, los onoguros –junto con remanentes de los utiguros y kutriguros– conformaron la base del pueblo protobúlgaro. La dominación ávara sobre estas tribus nunca fue absoluta, lo cual explica el hecho de que bajo el liderazgo del caudillo Kubrat los protobúlgaros finalmente se sacudieran la tutela de sus señores en el siglo VII y establecieran la Primitiva Gran Bulgaria.

## Cultura

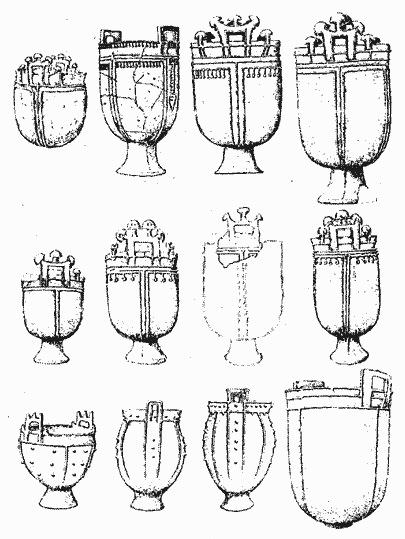
Calderos hunos

Por su origen geográfico se cree que el idioma huno debió pertenecer a alguna familia lingüística de Asia Central, como la túrquica, yeniseica o mongólica. Otra hipótesis es que fuera de la familia indoeuropea, ya sea irania o incluso eslava, teoría basada en las inscripciones de monedas halladas en tumbas hunas procedentes del actual Afganistán. No obstante los investigadores consideran que la falta de textos hunos impide establecer cualquier filiación más allá de meras elucubraciones.
Los hunos eran nómadas y vivían en chozas temporales, aun así conocían la propiedad de la tierra. Por su condición nómada, la ganadería y la caza tenían un papel más importante en su economía que la agricultura. Las carencias en su dieta eran saciadas por medio del comercio y el saqueo en territorio enemigo. Las armas que empleaban en la guerra eran la espada recta, la lanza, el lazo (cuerda con la que capturaban a sus enemigos) y el arco, que solían disparar desde el caballo. A esto contribuía el uso del estribo, que tomaron de los chinos y que introdujeron más tarde en Persia y Europa. Cabe mencionar la producción de calderos, los cuales demuestran una continuidad cultural con los calderos de los xiongnu. Estos calderos se encuentran a lo largo de toda la estepa euroasiática.
Según las fuentes griegas y romanas, el gobierno de los hunos estaba a cargo de un rey, aunque es discutible cuánto se aplica este término para el caso de los hunos y cuánta autoridad tenía el rey sobre el total de los hunos y demás poblaciones sometidas. Hay casos en los que las fuentes apenas hacen mención de ciertos reyes, lo cual demuestra poca actividad por parte de los hunos o un período de desunión de la horda. En otros casos, con el liderazgo de personalidades más fuertes o carismáticas (por ejemplo, Atila), los hunos fueron capaces de asestar contundentes derrotas a los romanos y germanos. En otros casos, la autoridad estuvo compartida por dos caudillos a la vez, como los casos de Octar y Rugila, Bleda y Atila o Dengizik y Ernak.
Se ha estimado que en 425 eran 60 000 guerreros, totalizando un pueblo de 300 000 personas, entre los que seguramente deban contarse poblaciones subyugadas de origen germánico, eslavo e iranio.
De su religión se sabe muy poco. Aparentemente tenían un tipo de adoración al caballo (ya que estos animales eran una figura casi sagrada para ellos). Si se admite la teoría de que fueron un pueblo de origen altaico, posiblemente practicaran el tengrianismo. Las fuentes romanas suelen referirse a ellos como individuos subhumanos carentes de cualquier clase de dios y moral, sin creencia en otra vida aparte de la terrenal, aunque se sabe que tenían algo parecido a chamanes o brujos en su tribu (que creían en la existencia de abominaciones subterráneas infernales), especializados en la adivinación a partir del examen de restos y huesos de animales. Originalmente cremaban a sus muertos, aunque más adelante comenzaron a inhumarlos. Practicaban tanto la poliandria como la poliginia.
El historiador romano Amiano Marcelino nos dejó un texto donde podemos observar la visión deformada que los romanos tenían sobre los hunos:

Son seres imberbes, musculosos, salvajes, extraordinariamente resistentes al frío, al hambre y la sed, desfigurados por los ritos de deformación craneana y de circuncisión que practicaban, e ignorantes del fuego, de la cocina y de la vivienda.[cita requerida]

## Los hunos y los húngaros
Durante más de quinientos años se ha creído que los húngaros son descendientes directos de los hunos. Aunque las tribus magiares solo comenzaron a establecerse en la zona geográfica de la actual Hungría a fines del siglo IX (varios siglos después de la desintegración de la confederación de los hunos), este argumento sirvió para legitimar el poder de la casa Árpád y sus descendientes en las tierras que ocuparon. Hay una leyenda medieval que remonta el linaje del caudillo magiar Árpád hasta el propio Atila, hijo de Bendegúz y padre de Csaba, padre de Ed, padre de Ugyek, padre de Álmos, padre de Árpád.
En los siglos posteriores, en el Renacimiento y en la Edad Moderna, continuó vigente esta concepción aunque se le dio menos credibilidad. Esta interrogante comenzó a ocupar a muchos historiadores húngaros en la Edad Moderna y Contemporánea, quienes lentamente fueron hallando las incongruencias del postulado de la descendencia de la casa real húngara desde Atila. El historiador Pál Hunfalvy (1810-1891) fue el primero que consideró esta conexión entre los húngaros y los hunos como algo irreal. Esta postura fue atacada por los historiadores Károly Szabó, Géza Kuun, Géza Nagy, Bernát Munkácsi, József Thúry, Frigyes Hirtl y Ármin Vámbéry. Sin embargo, la cancillería húngara tomó posición en favor de Hunfalvy, manteniéndose académicamente hasta la actualidad.
Los nombres Atila, Csaba y Réka (la esposa de Atila) son muy populares entre los húngaros, incluso y en particular en la actualidad. Por otra parte, en las crónicas húngaras, Bleda, el hermano de Atila, se llama Buda. Esta es la explicación que se le intenta dar desde el Medioevo al origen del nombre de la ciudad de Buda, que posteriormente, unida con Pest, formará la ciudad de Budapest.